# فلاديمير بروب
فلاديمير پروپ (الروسية: Владимир Яковлевич Пропп) ولد بسان بيترسبورغ في 29 أبريل 1895 وتوفي بالمدينة نفسها في 22 أغسطس 1970 باحث روسي متخصص في الفن الشعبي أو الفلكلور، ينتمي إلى المدرسة البنيوية. اشتهر بدراسته لبنية الحكايات الروسية الطريفة التي درس أصغر مكوناتها الحكائية أو السردية.

## المؤلفات
| الكتاب                                    | التاريخ | المصدر |
| ----------------------------------------- | ------- | ------ |
| مورفولوجيا الحكاية الشعبية                | 1928م   |        |
| الجذور التاريخية للحكاية الخرافية الروسية | 1946م   |        |
| الملحمة البطولية الشعبية الروسية          | 1955    |        |
| الاحتفالات الزراعية الروسية               | 1963م   |        |
| قضايا الضحك والكوميديا                    | 1976م   | [ 5 ]  |

## روابط خارجية
- فلاديمير بروب على موقع أرشيف الشارخ.
- فلاديمير بروب على موقع الموسوعة البريطانية (الإنجليزية)